# Уэртас, Карлос
Карлос Уэртас (исп. Carlos Huertas; родился 22 июня 1991 года в Боготе, Колумбия) — колумбийский автогонщик.

## Спортивная карьера
Карлос начал свою автогоночную карьеру в начале 2000-х годов с картинговых соревнований: начав с локальных городских соревнований он быстро дорос до статуса призёра юниорского панамериканского первенства в классе Intercontinental C. Перспективного гонщика быстро заметили и уже в 2007-м году он попробовал свои силы в формульных сериях, перебравшись в Великобританию. Не гонясь за быстрым продвижением своего подопечного в статусные серии, менеджмент устраивает Уэртаса в коллектив Räikkönen Robertson Racing, с которым колумбиец сначала проводит два года в гонках Формулы-БМВ, изучая незнакомые трассы и вместе с инженерами познавая способы настройки техники.
В конце 2008-го Карлос постепенно перебирается в гонки Формулы-3, сначала приняв участие во внезачётном гран-при Голд-Коста, а со следующего года перейдя в британскую серию. За следующие три сезона Уэртас проводит в подобных гонках около девяноста гонок, попробовав себя во всех значимых стартах того времени и добыв звание бронзового призёра чемпионата Великобритании (правда при всего одной выигранной гонке за всё это время).
Следующий этап карьеры колумбийца был связан с чемпионатом Формулы-Рено 3.5. Первый год ушёл на привыкание к серии и борьбу с многочисленными техническими проблемами, а в сезоне-2013 Уэртас смог чуть стабилизировать свои результаты и выиграть свою первую гонку, переиграв всех конкурентов в дождевом заезде на трассе Motorland Aragon.

## Статистика результатов в моторных видах спорта

### Сводная таблица
| 2007 | Британская Формула-БМВ                           | Räikkönen Robertson Racing | 18 | 0 | 0 | 0 | 336 | 13-й |
| 2007 | Мировой финал Формулы-БМВ                        | Räikkönen Robertson Racing | 1  | 0 | 0 | 0 |     | 5-й  |
| 2008 | Европейская Формула-БМВ                          | Räikkönen Robertson Racing | 18 | 0 | 0 | 0 | 336 | 13-й |
| 2008 | Nikon Indy 300 F3 Challenge (Национальный класс) | R-Tek Motorsport Service   | 2  | 1 | 1 | 1 |     |      |
| 2009 | Британская Формула-3                             | Räikkönen Robertson Racing | 20 | 0 | 1 | 0 | 95  | 7-й  |
| 2009 | F3 Masters                                       | Räikkönen Robertson Racing | 1  | 0 | 0 | 0 |     | 12-й |
| 2009 | Гран-при Макао Ф3                                | Manor Motorsport           | 2  | 0 | 0 | 0 |     | 12-й |
| 2010 | Британская Формула-3                             | Räikkönen Robertson Racing | 29 | 0 | 1 | 0 | 104 | 10-й |
| 2010 | Гран-при Макао Ф3                                | Hitech Racing              | 2  | 0 | 0 | 0 |     | 10-й |
| 2011 | Британская Формула-3                             | Carlin                     | 30 | 0 | 0 | 1 | 222 | 3-й  |
| 2011 | Международный трофей Формулы-3                   | Carlin                     | 8  | 0 | 0 | 0 | 15  | 8-й  |
| 2012 | Формула-Рено 3.5                                 | Fortec Motorsports         | 17 | 0 | 0 | 0 | 35  | 16-й |
| 2013 | Формула-Рено 3.5                                 | Carlin                     | 7  | 0 | 1 | 1 | 26  | 10-й |